# Iota Ceti
Iota Ceti (Schemali, Deneb Kaitos Shemali, 8 Ceti) é uma estrela na direção da constelação de Cetus. Possui uma ascensão reta de 00h 19m 25.68s e uma declinação de −08° 49′ 25.8″. Sua magnitude aparente é igual a 3.56. Considerando sua distância de 290 anos-luz em relação à Terra, sua magnitude absoluta é igual a −1.18. Pertence à classe espectral K2III. É uma estrela variável suspeita.